# مرغ مگس گوش‌سفید
مرغ مگس گوش‌سفید (نام علمی: Basilinna leucotis) نام یک گونه از تیره مگس‌مرغان است. این گونه در آرژانتین، بولیوی، برزیل، کلمبیا، اکوادور، گویان فرانسه، گویان، پاراگوئه، پرو، سورینام، ترینیداد و توباگو و ونزوئلا یافته می‌شود. زیستگاه طبیعی این گونه در جنگل‌های نمناک گرمسیری و نیمه گرمسیری است.